# Pachyteria coomani
Pachyteria coomani là một loài bọ cánh cứng trong họ Cerambycidae.